# مجرمون أمريكيون (فلم)
مجرمون أمريكيون ويسمى أيضاً الخارجون عن القانون الأمريكي (بالإنجليزية: American Outlaws) هو فيلم من أفلام الغرب الأمريكي، أنتج عام 2001. الفيلم من إخراج ليس مايفيلد، وبطولة كولين فاريل، سكوت كان، ألي لارتر.

## طاقم التمثيل
- كولين فاريل (في دور: جيسي جيمس)
- سكوت كان (في دور: كول يانجر)
- ألي لارتر (في دور: زيريلدا ميمس)
- قابرييل ماكت (في دور: فرانك جيمس)
- غريقوري سميث (في دور: جيم يانجر)
- هاريس يولين (في دور: ثاديوس رينز)
- ويل ماكورماك (في دور: بوب يانجر)
- كاثي بيتس (في دور: ما جيمس)
- تيموثي دالتون (في دور: آلان بينكيرتون)
- روني كوكس (في دور: د. ميمس)
- تيري كوين (في دور: رولين باركر)
- ناتانيل اركاند (في دور: كومانتش توم)
- تي نيل (في دور: كليل ميلر)
- جو ستيفنز (في دور: لوني باكوود)
- ميوس واتسون (في دور: المحقق الضخم)
- ايد غيلدارت (في دور: تاكر الرجل المسن)

## روابط خارجية
- مقالات تستعمل روابط فنية بلا صلة مع ويكي بيانات